# Taulovmotorvejen
Der Taulovmotorvejen ist eine kurze dänische Autobahnspange im Zug der Europastraße 20. Er verbindet zwischen dem Abzweig Motorvejskryds Fredericia und dem Abzweig Motorvejskryds Kolding die Autobahn Østjyske Motorvej mit der Autobahn Sønderjyske Motorvej (Europastraße 45) und schafft so über das Autobahnkreuz Motorvejskryds Kolding Vest eine Verbindung zur Autobahn Esbjergmotorvejen, die die E 20 zur Nordsee fortsetzt. An den beiden Abzweigen besteht nur die Möglichkeit zur Fahrt in Richtung zum anderen Abzweig. Zum Taulovmotorvejen gehört auch die östlich anschließende Autobahnverbindung bis zur Brücke Ny Lillebæltsbro über den Kleinen Belt. Dort schließt sich die Autobahn Fynske Motorvej an, die die Insel Fünen durchquert und die E 20 nach Osten fortsetzt.

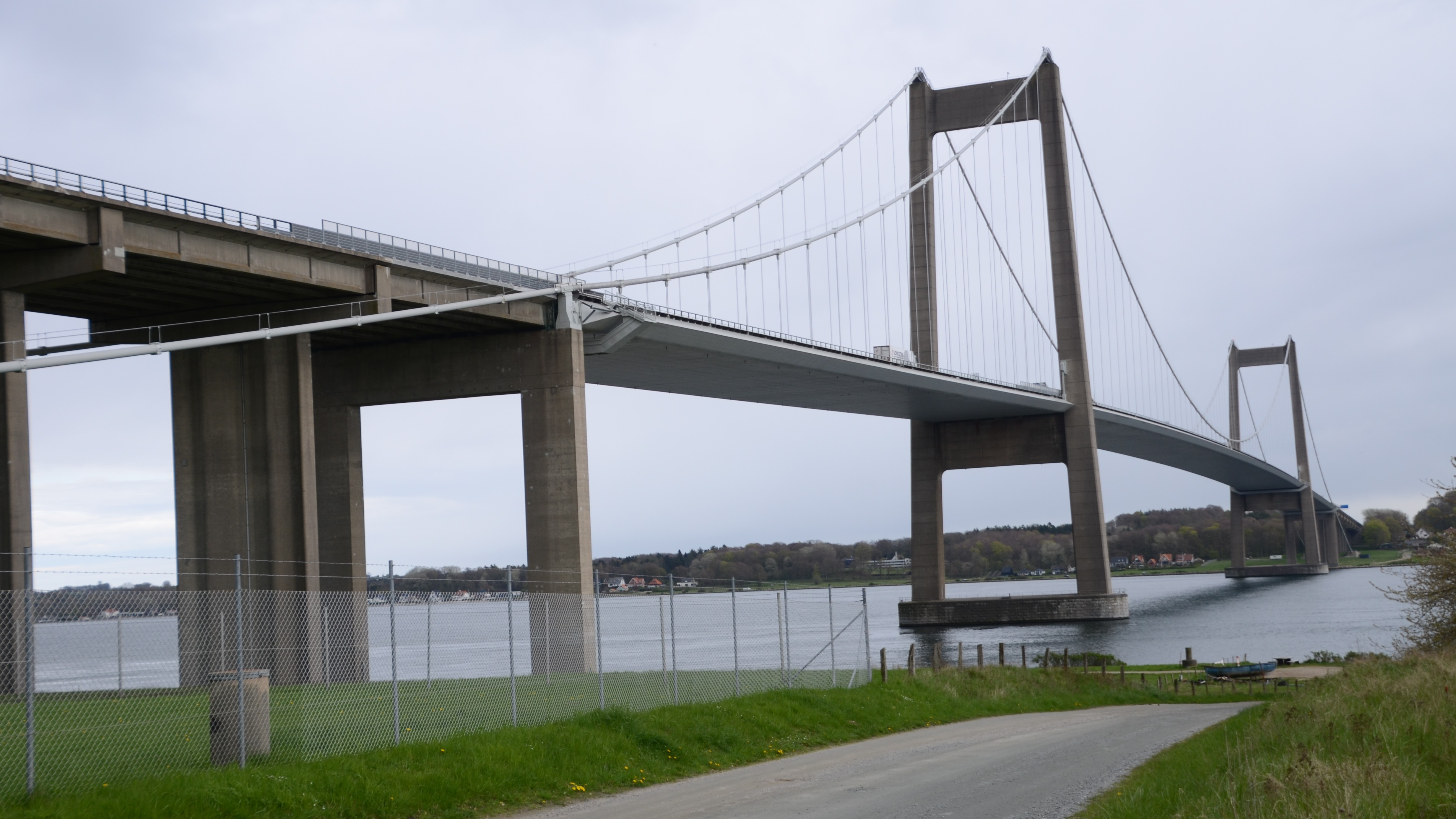
Ny Lillebæltsbro

Die Autobahn trägt ihren Namen von dem nahegelegenen Kirchspiel Taulov Sogn. Die interne Bezeichnung ist M40.

## Geschichte
Taulummotorvejen wurde 1970 eröffnet, während die Verbindung der Ostjyske Motorvej vom Motorvejskryds Fredericia zum Motorvejskryds Skærup als direkte Verbindung als direkte Verbindung von der Insel Fünen (Fyn) nach Aarhus seit 1994 in Betrieb ist.